# 加特河
51°30′16.3″N 9°55′9.4″E / 51.504528°N 9.919278°E

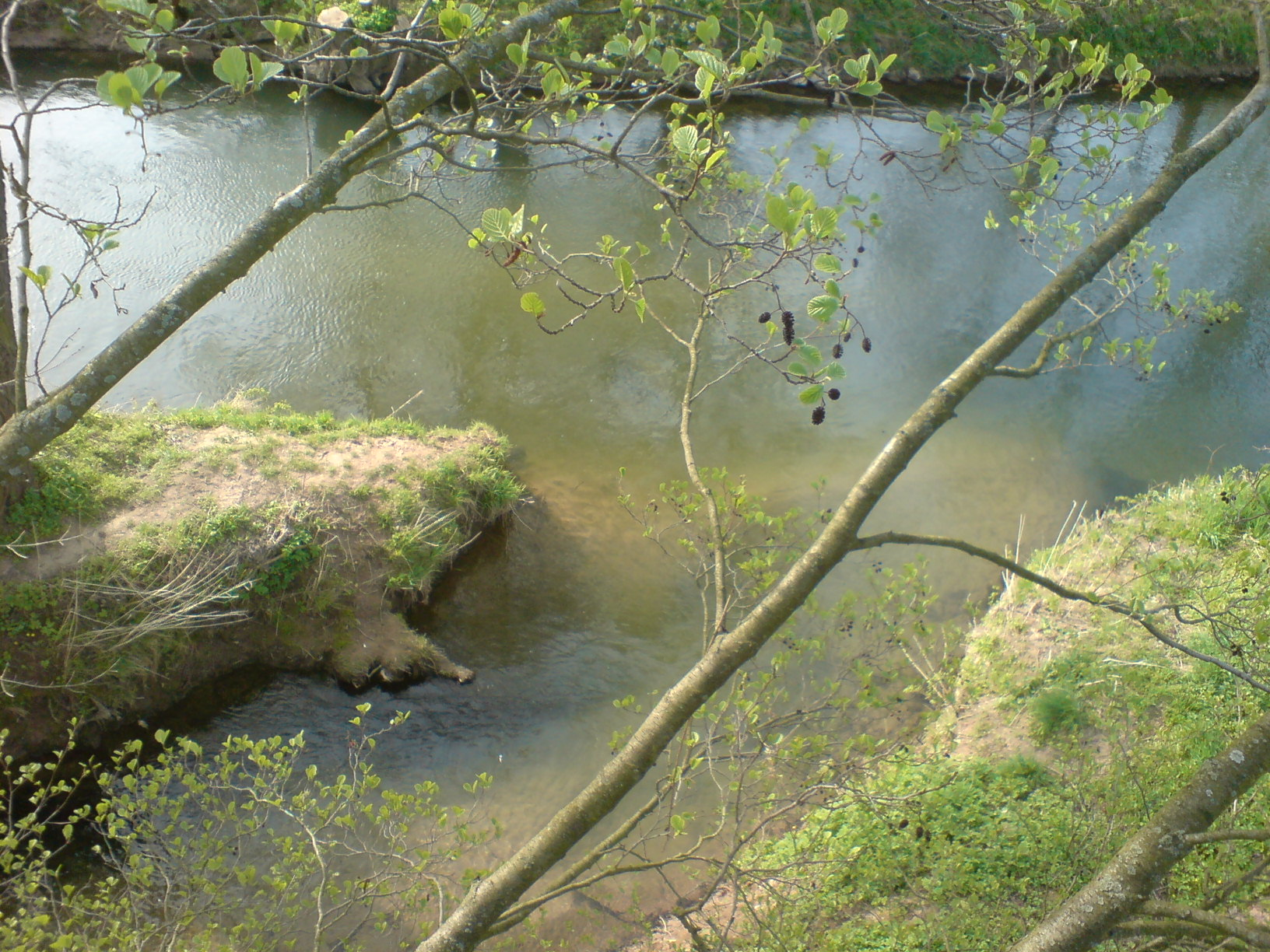
加特河

加特河（德語：Garte），是德國的河流，位於該國西北部，由下薩克森州負責管轄，屬於萊訥河的右支流，河道全長24公里，流域面積89平方公里，河口處在哥廷根以南。